# 饅頭蟹
饅頭蟹（學名：Calappa calappa） 是饅頭蟹科下的一種海生蟹，具有印度洋-太平洋海域的分布，最後由Lancelot Alexander Borradaile （页面存档备份，存于）在1903年將牠至於饅頭蟹屬（Calappa）。

## 分布
饅頭蟹分布於非洲肯亞蒙巴薩、塞席爾、阿爾達布拉群島、馬達加斯加、模里西斯、安達曼群島、日本、台灣、菲律賓長灘島、帛琉、印度尼西亞、巴布亞紐幾內亞、澳洲鯊魚灣、阿布洛霍斯群島、法屬新喀里多尼亞、夏威夷群島、馬克薩斯群島、社會群島等地。